# Отак-отак
О́так-о́так (малайск. и индон. otak-otak) —  национальное блюдо ряда стран Юго-Восточной Азии, в частности, Малайзии, Сингапура, Индонезии. Представляет собой небольшую продолговатую запеканку из рыбы, морепродуктов или, значительно реже, других белковых продуктов с различными добавками и специями, приготовленную в обёртке из банановых или пальмовых листьев. Имеет множество местных вариаций.

## Происхождение и распространение
Предполагается, что изначально изготовление отак-отака было распространено главным образом на Малаккском полуострове — как среди коренного населения, так и среди переселенцев из Китая, однако со временем было перенято на значительных территориях Малайского архипелага. В результате в настоящее время это блюдо пользуется значительной популярностью как в Малайзии и Сингапуре, так и в Индонезии. При этом в последней оно в наибольшей степени распространено в районах, имеющих традиционно сильные связи с Малайзией: на архипелаге Риау, островах Банка и Белитунг, а также на индонезийской территории Калимантана и в Макасаре. Название блюда, общее для всех трёх стран, представляет собой удвоение слова «о́так» (малайск. otak-otak, индон. otak-otak), которое на малайском и индонезийском языках означает «мозг». Такое название связано с внешним сходством сырого рыбного фарша, служащего основой блюда, с головным мозгом человека или животного.

## Приготовление и разновидности

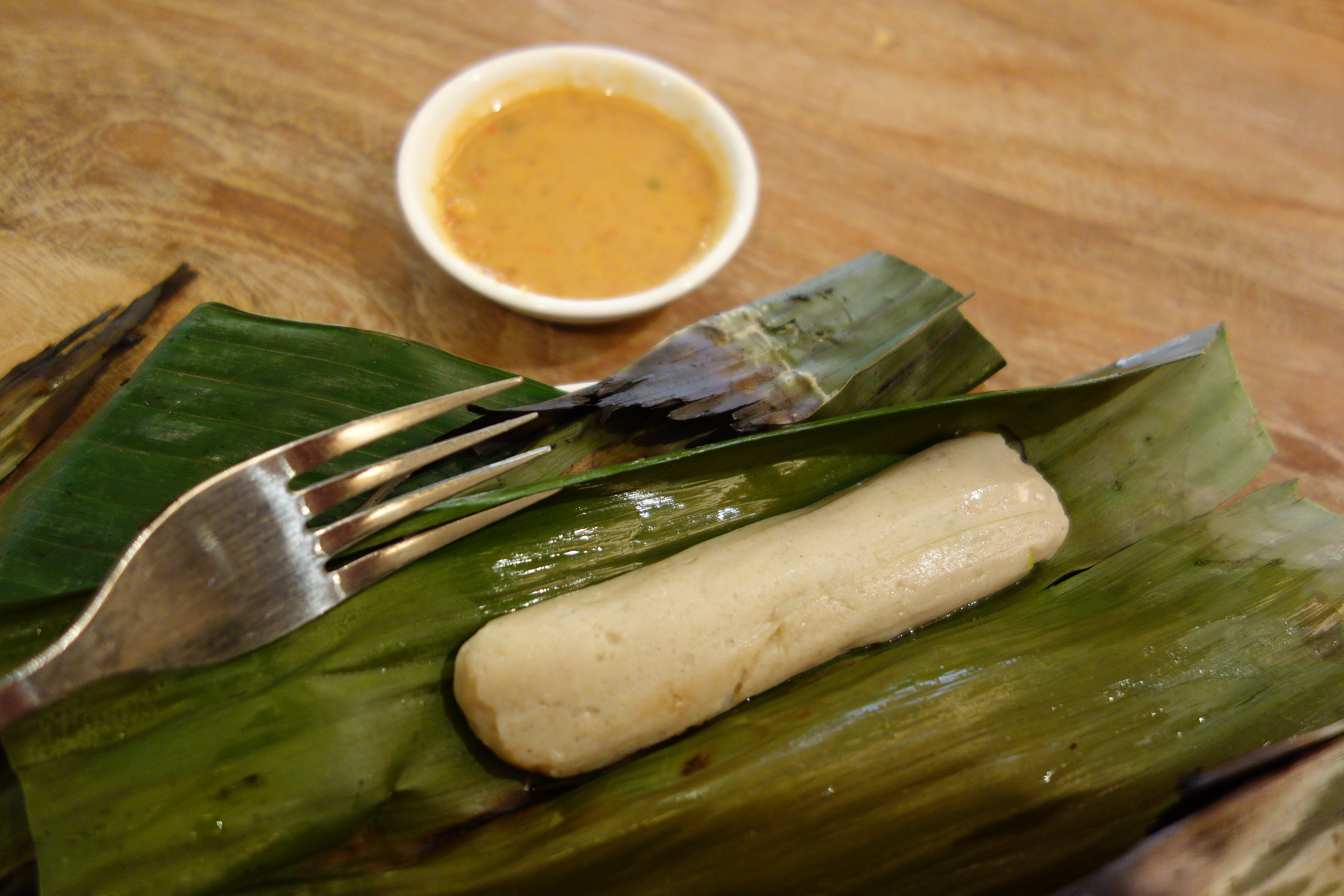
Готовый и развёрнутый отак-отак

Отак-отак может готовиться из многих видов рыбы, преимущественно морской. Чаще других используются виды семейств скумбриевых и луциановых. Предпочтения обусловлены в основном особенностями ихтиофауны и традициями рыболовства соответствующих регионов. Так, на северном побережье Центральной и Восточной Явы особой популярностью пользуется отак-отак из распространённого здесь ханоса. Иногда на отак-отак идут различные морепродукты, в частности, крабы и кальмары — в чистом виде или в смеси с рыбой, и совсем редко — курятина или мясо.
Обезглавленная и очищенная от костей рыба перерабатывается в фарш вместе с определённым набором дополнительных ингредиентов: чаще всего ими служат репчатый лук, зелёный лук, лук-порей, лук-шалот, чеснок, стручковый перец, лимонник и другая зелень. Традиционно для приготовления фарша применяются специальные металлические топорики, однако в настоящее время всё чаще используются ручные и электрические мясорубки и кухонные комбайны.
В фарш обычно добавляется некоторое количество муки — обычно саговой, тапиоковой или рисовой, яичный белок, а также кокосовое молоко или кокосовые сливки в довольно большом объёме — как правило, четверть или треть от объёма рыбы. Фарш приправляется солью, сахаром, молотым перцем, измельчённым калганом и другими специями. Иногда в него добавляется куркума, за счёт чего готовый продукт приобретает желтоватый цвет.
Готовый фарш разделяется на порции объёмом, как правило, не более 100 мл, которым придаётся продолговатая форма — типа небольших удлинённых котлет или колбасок. Каждая из них заворачивается в свёрток из свежего бананового листа. Реже для обертывания используются листья пальмы или некоторых других растений. Например, в некоторых районах Западной Малайзии и Сингапуре в дело нередко идут листья пандануса. Перед завёртыванием листья обычно ошпаривают кипятком или паром, чтобы придать им бо́льшую эластичность. Для закрепления свёртков ранее использовались пальмовые волокна, в настоящее время широко применяются натуральные или синтетические нитки, а также скрепки и зубочистки.

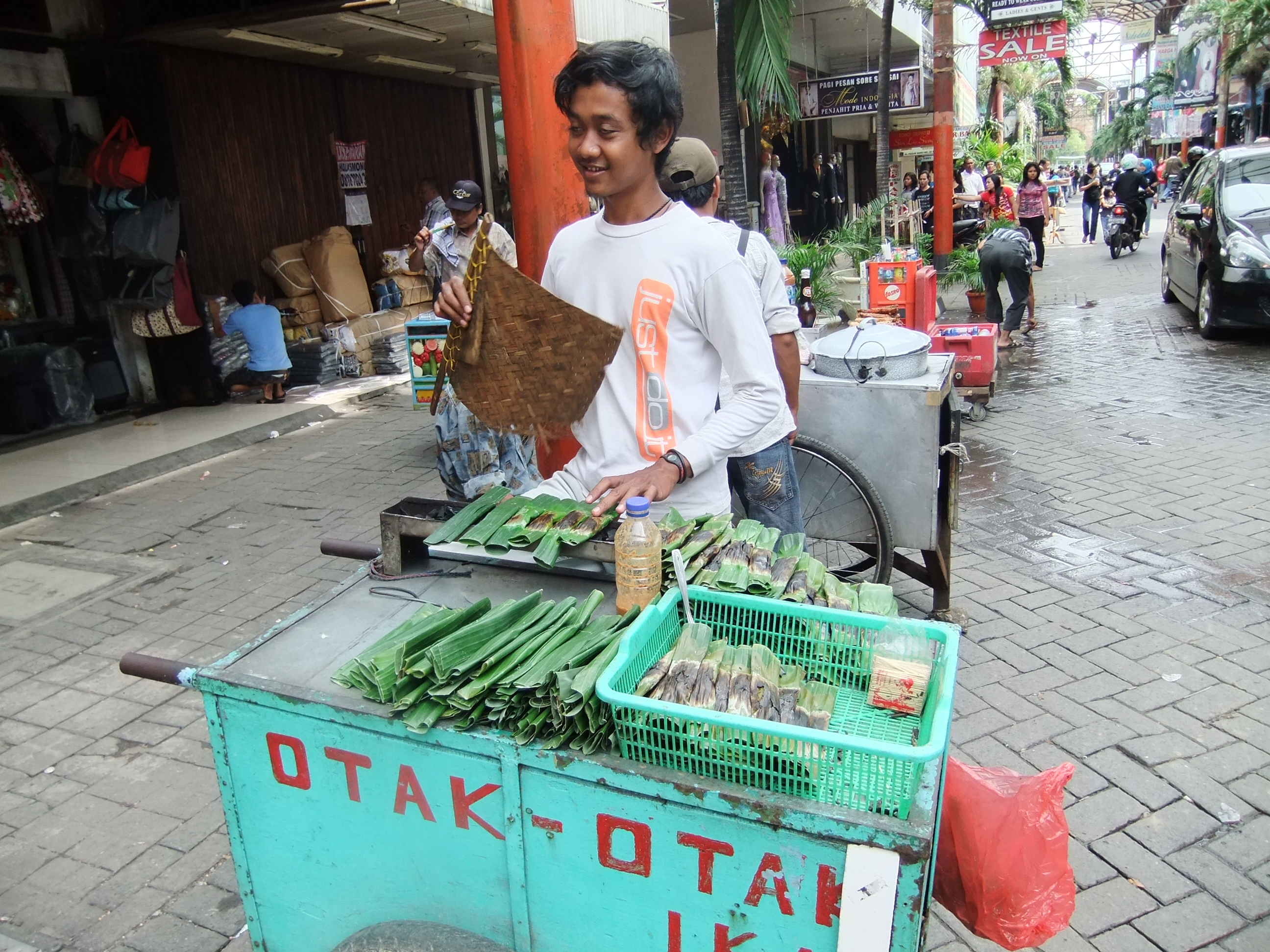
Продажа отак-отака с лотка на рынке в Джакарте

Традиционно завязанные свёртки принято запекать на углях, однако в современных городских условиях практикуются и различные виды жарки — на сковороде или воке, а также в духовке. В процессе жарки они несколько раз переворачиваются. Существует также менее распространённый вариант приготовления отак-отака — на пару́, который, в частности, традиционен для малайзийского штата Пинанг.

## Употребление
К столу отак-отак принято подавать в развёрнутом или полуоткрытом виде. Вынутый из листвяной оболочки, он обычно имеет вид цилиндрического либо приплюснутого батончика, реже — параллелепипеда длиной обычно около 8-15 см. Консистенция продукта достаточно плотная, его цвет может варьироваться от белого до светло-коричневого или жёлтого — в зависимости от использованных сортов рыбы и добавок, листьев, использованных для обертывания, а также особенностей кулинарной обработки.
Отак-отак может быть основным блюдом, однако чаще служит лёгкой закуской. К нему, как правило, подают различные соусы — чаще всего соевый, арахисовый, перечный или тамариндовый. Изредка практикуется использование отак-отака в различных сложных блюдах, где его в нарезанном виде смешивают с другими ингредиентами. В Малайзии, Индонезии и Сингапуре отак-отак часто подаётся в ресторанах и харчевнях, специализирующихся на национальной кухне, а также продаётся уличными разносчиками — обычно неразвёрнутым — и является довольно популярной уличной едой.